# アフマド・ハールーン (モルディブの政治家)
アフマド・ハールーン（ディベヒ語: އަހުމަދު ހާރޫން、英語: Ahmed Haroon、1982年3月23日 - ）は、モルディブ民主党（MDP）所属の政治家、元モルディブ関税局職員。ヌーヌ環礁生まれ。政界入りしてからはモルディブ・日本友好議員連盟会長も務めている。

## 学歴
- マジーディーヤー学校（ディベヒ語版、英語版）[3]
- 後期中等教育センター（英語版）（CHSE）[3]
- 2011年: サヴィトリバイ・プーレ・プネー大学（英語版）（SPPU）卒業、経営学部・国際経営学部学士[2]
- 2015年: カーディフ・メトロポリタン大学（英語版）大学院経営学研究科卒業、経営学修士[2]

## 経歴
- 2004年: モルディブ関税局[2]
- 2011年: モルディブ関税局 保税倉庫部門副部長[2]
- 2016年: モルディブ関税局 人事部担当最高関税責任者[2]
- 2017年: モルディブ関税局 退職[2]
- 2019年5月 - : 国民議会議員、モルディブ民主党（MDP）所属、ヌーヌ環礁（ディベヒ語版、英語版）マナドゥー（ディベヒ語版、英語版）選出[2]

## 日本との関係
2019年に政界入りした後、9月15日に再編成されたモルディブ・日本友好議員連盟会長に就任（前任者はモルディブ進歩党所属の国民議会議員アフマド・シヤーム）。同年11月16日、在モルディブ日本大使柳井啓子と懇談した。
2022年2月14日、ハールーンを筆頭とするモルディブ・日本友好議員連盟所属議員は在モルディブ日本大使竹内みどりの表敬訪問を受けて、外交関係樹立55周年を迎える日本とモルディブの関係をより強固にしたいとの期待を確認し合った。